# Кастањоле Монферато
Кастањоле Монферато (итал. Castagnole Monferrato) је насеље у Италији у округу Асти, региону Пијемонт.
Према процени из 2011. у насељу је живело 696 становника. Насеље се налази на надморској висини од 242 м.

## Становништво
| 1936. | 1951. | 1961. | 1971. | 1981. | 1991. | 2001. | 2011. |
| ----- | ----- | ----- | ----- | ----- | ----- | ----- | ----- |
| 2.430 | 1.820 | 1.693 | 1.417 | 1.174 | 1.226 | 1.234 | 1.271 |